# Deng Liqun

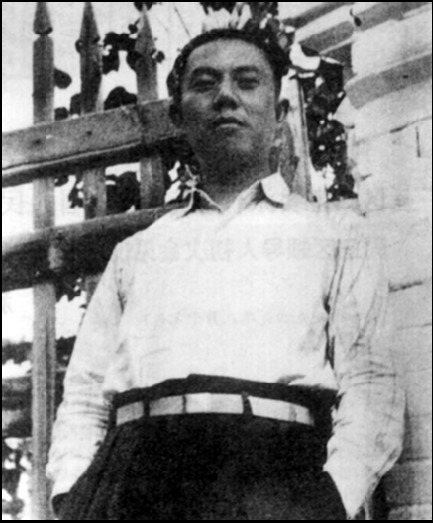
Deng Liqun, August 1949

Deng Liqun (chinesisch 邓力群 / 鄧力群, Pinyin Dèng Lìqún, W.-G. Teng Li-Ch'un; * 27. November 1915 in Guidong, Republik China; † 10. Februar 2015 in Peking, Volksrepublik China) war ein chinesischer Politiker.
Deng wurde 1936 Mitglied der kommunistischen Partei Chinas. Er wurde nach dem Sieg der Kommunisten im Bürgerkrieg im Jahre 1949 in der Provinz Xinjiang eingesetzt, um die chinesische Herrschaft gegen den Widerstand der ansässigen Uiguren durchzusetzen. Während der Kulturrevolution kam Deng in Schwierigkeiten, wurde aber in den 1970er Jahren rehabilitiert. Von 1982 bis 1985 war er Propagandachef der Partei.
Deng war politisch als Hardliner bekannt und widersetzte sich öffentlich dem Streben von Deng Xiaoping nach wirtschaftlichen Reformen und warf auch Jiang Zemin vor, die Partei möglicherweise zu zerstören. Es wurde ihm, ebenso wie dem damaligen liberalen Parteisekretär Zhao Ziyang, nicht erlaubt, am Staatsbegräbnis von Deng teilzunehmen. Noch im Jahre 2001 attackierte er öffentlich die Pläne, kapitalistische Unternehmer nach China zu holen.
Deng war mit Luo Liyun verheiratet und hatte einen Sohn, Deng Yingtao († 11. März 2012).